# 牛津大學青銅鼻學院
青铜鼻学院（英語：Brasenose College）是英國牛津大學的一個學院。名字青銅鼻被認為起源於一個鼻子形狀的青銅門把，垂懸在學院大廳的高桌上。

## 外部連結
- Official HCR website （页面存档备份，存于）

51°45′11″N 1°15′17″W / 51.753194°N 1.254722°W